# Potenzgesetz (Flüssigkeit)
In den Stoffgesetzen der Rheologie (Fließgesetze) werden oft nichtlineare Näherungsansätze nach Potenzgesetzen gemacht, um das Verhalten auch Nicht-Newtonscher Flüssigkeiten beschreiben zu können.

Schubspannungs-Schergeschwindigkeits-Diagramm:
1: dilatantes Fluid
2: Newtonsche Fluid
3: Scherverdünnendes (pseudoplastisches) Fluid
4: Bingham-plastisches Fluid
5: Casson-plastisches Fluid

Das allgemeine Potenzgesetz, auch Herschel-Bulkley-Beziehung genannt, lautet:
{\displaystyle \tau =\tau _{o}+k\cdot {\dot {\gamma }}^{n}}
mit der Fließgrenze {\displaystyle \tau _{o}}.
Mit den Parameter {\displaystyle \tau _{o}=0} erhält man das zweiparametrige Fließgesetz nach Ostwald und de Waele:
{\displaystyle \tau =k\cdot {\dot {\gamma }}^{n}},
dabei sind:
- {\displaystyle \tau }: Schubspannung (siehe Spannung (Mechanik))
- k: Konsistenz
- {\displaystyle {\dot {\gamma }}}: Schergeschwindigkeit
- n: Fließexponent oder Fließindex; er charakterisiert die Abweichung vom Newtonschen Verhalten:
  - n > 1: dilatant (Scherverzähung)
  - n = 1: Newtonsch
  - n < 1: strukturviskos (Scherentzähung) bzw. pseudoplastisch.